# Prinz-Philippe-Stadion
Das Prinz-Philippe-Stadion (französisch Stade Prince Philippe) ist ein Fußballstadion in der belgischen Gemeinde Kelmis (französisch La Calamine) in der Provinz Lüttich. Es ist das zweitgrößte Fußballstadion in der deutschsprachigen Gemeinschaft Belgiens und die Heimspielstätte des Fußballvereins RFC Union Kelmis.

## Geschichte
Die Anlage wurde Anfang der 1990er Jahre errichtet. Die Einweihung fand am 23. Februar 1994 statt. 2012 und 2013 wurde es für 685.000 Euro ausgebaut und um eine überdachte Sitzplatztribüne, vier neue Umkleidekabinen sowie einen Versammlungsraum erweitert. Das Projekt wurde zu 60 % von der deutschsprachigen Gemeinschaft finanziert, für den Rest kamen der Verein und die Gemeinde Kelmis auf. Ebenfalls 2013 erhielt das Stadion für 450.000 bis 500.000 Euro einen Kunstrasenbelag.

## Name
Die Anlage ist nach dem aktuellen belgischen König Philippe benannt, der das Stadion als Prinz einweihte. Eine Umbenennung in König-Philippe-Stadion ist nicht vorgesehen.